# Крьока Олег Олегович
Оле́г Оле́гович Крьоќа (* 1987) — український спортсмен, борець греко-римського стилю.

## З життєпису
Боротьбою почав займатися у віці 5 років. Переїхав з Дніпропетровська до Маріуполя після закінчення 10 класів. Вихованець дитячо-юнацької спортивної школи олімпійського резерву «Олімпік» СК «Азовмаш». Багаторазовий переможець першості України серед юнаків, чемпіон Кубку України серед молоді. Вперше виграв Чемпіонат України, перебуваючи в 9-му класі — на тренуваннях його помітив Геннадій Узун, після того ще 11 разів підтверджував звання.
Чемпіон першості Європи серед юнаків у ваговій категорії до 100 кг.
На Олімпіаді-2008 вибув зі змагань у кваліфікації.